# Troicko-Pečorsk
Troicko-Pečorsk (in russo Троицко-Печорск?; in lingua komi: Мылдін) è un insediamento di tipo urbano di 5824 abitanti (secondo i dati del censimento del 2024) situato in Russia, nella Repubblica dei Komi. Si trova sulla riva sinistra del fiume Pečora alla confluenza della Severnaja Mylva. Dista 497 km da Syktyvkar.